# بحيرة باليك
بحيرة باليك ( (بالتركية: Balık Gölü) حرفيا "بحيرة السمك"، (بالكردية: Gola Masiyan)) هي بحيرة مياه عذبة محاطة بالحمم البركانية في مقاطعة أغري شرقي تركيا. وهي من بين أعلى البحيرات ارتفاعًا في العالم.

## جغرافية
تقع البحيرة على حدود منطقة تسليكاي ودوغبايزيد في مقاطعة أغري. يقع الشاطئ الغربي للبحيرة في تسليكاي والشاطئ الشرقي في دوغبايزيد. تبعد عن مدينة تسليكاي 26 كيلومتر (16 ميل) في حين أن بلدة دوغبايزيد تبعد بـ 60 كيلومتر (37 ميل). وتبعد عن أغري بـ 60 كيلومتر (37 ميل). تشكلت من قبل سد الحمم البركانية، تتميز جيولوجيا وجيومورفولوجيا البحيرة بخصائص صخور الأفيوليت والصخور الرسوبية. تقع في جبال أراس على ارتفاع حوالي 2,250 متر (7,380 قدم) عن مستوى سطح البحر الرئيسي، مما يجعلها واحدة من أعلى البحيرات في تركيا. متوسط مساحة سطحها 34 كيلومتر مربع (13 ميل2). أقصى عمق 37 متر (121 قدم). تتغذى البحيرة من عدد من الجداول من الجبال المحيطة والمياه الجوفية، وهي بدورها تغذي Gürgüre Creek إلى الجنوب الشرقي. تقع البحيرة في منطقة ذات مناخ قاري. الشتاء قاسٍ، وموسم الربيع والخريف قصير. يكون هطول الأمطار في الغالب على شكل ثلج وليس مطر. في فصل الشتاء، تتجمد البحيرة وتغطى بجليد يصل سمكه إلى 20 سنتيمتر (7.9 بوصة).

## الكائنات الحية
يغطي القصب بشكل خاص جنوب شرق الأراضي الرطبة. توجد أراض زراعية ومروج في محيط قريب من البحيرة. تتكون حيوانات البحيرة من أنواع مختلفة من الطيور. جزيرة بحجم 0.15 هكتار (0.37 أكر) في البحيرة هي منطقة تعشيش البط المخملي. تُعد لبحيرة أيضًا موطنًا للطيور المائية ذات الأهمية الوطنية، ومع ذلك، فهي ليست تحت الحماية. يُستهلك سمك السلمون المرقط في البحيرة كغذاء وأيضًا كدواء. الحياة البرية المرصودة في المنطقة المحيطة بالبحيرة هي الطيور، النسر، الصقر، الحجل، البط البري، طيور النورس، السمان، الحطب والثدييات، الأرنب، الثعلب، الذئب.